# علیرضا استادی
علیرضا استادی (زادهٔ ۷ آبان ۱۳۵۲) بازیگر ایرانی است. او از سال ۱۳۷۷ مشغول به فعالیت در آثار مختلف فیلم، تلویزیون و تئاتر بوده و برای مجموعهٔ تلویزیونی آرماندو (۱۳۹۷) نامزد دریافت جایزهٔ بهترین بازیگر کمدی مرد از نوزدهمین جشن حافظ شد.

## فیلم‌شناسی

### سینما
| سال  | نام فیلم                   | کارگردان               |
| ---- | -------------------------- | ---------------------- |
| ۱۴۰۲ | خرچنگ                      | مصطفی شایسته           |
| ۱۴۰۲ | کوکتل مولتف                | حسین امیری دوماری      |
| ۱۴۰۱ | قلهک                       | مصطفی شایسته           |
| ۱۴۰۰ | نعره سکوت                  | سعید شعبانی            |
| ۱۴۰۰ | احمد به تنهایی             | حسین مهکام             |
| ۱۴۰۰ | قدغن                       | مجید مافی              |
| ۱۴۰۰ | گوشواره‌های گیلاس           | وحید شیخ‌زاده           |
| ۱۳۹۹ | خانه ارواح                 | کیارش اسدی‌زاده         |
| ۱۳۹۹ | آهنگ دونفره                | آرزو ارزانش            |
| ۱۳۹۹ | گل به خودی                 | احمد تجری              |
| ۱۳۹۹ | هفته‌ای یک‌بار آدم باش       | شهرام شاه‌حسینی         |
| ۱۳۹۹ | تروا                       | محمد علیزاده فرد       |
| ۱۳۹۹ | یقه‌سفیدها                  | شهرام مسلخی            |
| ۱۳۹۹ | فسیل                       | کریم امینی             |
| ۱۳۹۹ | بی آبان                    | مهرداد کوروش نیا       |
| ۱۳۹۹ | حرف آخر                    | ابراهیم شفیعی          |
| ۱۳۹۹ | برای مرجان                 | حمید زرگرنژاد          |
| ۱۳۹۸ | موافقت اصولی               | امیر پورکیان           |
| ۱۳۹۸ | گربه سیاه                  | کریم امینی             |
| ۱۳۹۸ | نارگیل ۲                   | داوود اطیابی           |
| ۱۳۹۸ | سلفی با رستم               | حسین قناعت             |
| ۱۳۹۸ | انفرادی                    | مسعود اطیابی           |
| ۱۳۹۸ | کارزار                     | شهرام اسدزاده          |
| ۱۳۹۸ | دختر ایران                 | جلال اشکذری            |
| ۱۳۹۸ | بازی دونفره                | ابوذر حیدری            |
| ۱۳۹۷ | شب اول هجده سالگی          | حامد تهرانی            |
| ۱۳۹۷ | آینده                      | امیر پورکیان           |
| ۱۳۹۷ | ماهی و برکه                | علی براتی              |
| ۱۳۹۷ | هفت و نیم                  | نوید محمودی            |
| ۱۳۹۷ | زیرنظر                     | مجید صالحی             |
| ۱۳۹۷ | زهرمار                     | جواد رضویان            |
| ۱۳۹۷ | سونامی                     | میلاد صدرعاملی         |
| ۱۳۹۷ | دو کیلومتر به کردان        | محمدجعفر رضایی هنجنی   |
| ۱۳۹۶ | روزهای نارنجی              | آرش لاهوتی             |
| ۱۳۹۶ | درخونگاه                   | سیاوش اسعدی            |
| ۱۳۹۶ | لاتاری                     | محمدحسین مهدویان       |
| ۱۳۹۶ | سال دوم دانشکده من         | رسول صدرعاملی          |
| ۱۳۹۶ | شکستن همزمان بیست استخوان  | جمشید محمودی           |
| ۱۳۹۶ | سقف مات                    | کاوه دهقان پور         |
| ۱۳۹۵ | اکسیدان                    | حامد محمدی             |
| ۱۳۹۵ | ماجان                      | رحمان سیفی آزاد        |
| ۱۳۹۵ | بیست و یک روز بعد          | محمدرضا خردمندان       |
| ۱۳۹۵ | راه رفتن روی سیم           | احمدرضا معتمدی         |
| ۱۳۹۵ | بدون تاریخ، بدون امضاء     | وحید جلیلوند           |
| ۱۳۹۵ | انزوا                      | مرتضی علی عباس میرزایی |
| ۱۳۹۵ | زرد                        | مصطفی تقی‌زاده          |
| ۱۳۹۵ | چراغ‌های ناتمام             | مصطفی سلطانی           |
| ۱۳۹۵ | اجباری                     | حمیدرضا رفاعی          |
| ۱۳۹۵ | پارمیدا                    | آرش سنجابی             |
| ۱۳۹۴ | جاودانگی                   | مهدی فرد قادری         |
| ۱۳۹۴ | مالاریا                    | پرویز شهبازی           |
| ۱۳۹۴ | من                         | سهیل بیرقی             |
| ۱۳۹۴ | آبجی                       | مرجان اشرفی زاده       |
| ۱۳۹۴ | پاییزی که گذشت             | سیامک کاشف آذر         |
| ۱۳۹۳ | گینس                       | محسن تنابنده           |
| ۱۳۹۳ | حبیب آقا                   | محمد حمزه‌ای            |
| ۱۳۹۳ | من دیه‌گو مارادونا هستم     | بهرام توکلی            |
| ۱۳۹۳ | متولد ۶۵                   | مجید توکلی             |
| ۱۳۹۳ | کوچه بی‌نام                 | هاتف علیمردانی         |
| ۱۳۹۲ | کلاشینکف                   | سعید سهیلی             |
| ۱۳۹۲ | چند متر مکعب عشق           | جمشید محمودی           |
| ۱۳۹۲ | ملبورن                     | نیما جاویدی            |
| ۱۳۹۱ | روز روشن                   | حسین شهابی             |
| ۱۳۹۰ | بی خود و بی جهت            | عبدالرضا کاهانی        |
| ۱۳۹۰ | رقص روی یخ                 | مجید اسماعیلی          |
| ۱۳۹۰ | خدا جیرجیرکها را دوست دارد | مجید اسماعیلی          |
| ۱۳۹۰ | رؤیای سینما                | علی شاه‌حاتمی           |
| ۱۳۸۸ | هیچ                        | عبدالرضا کاهانی        |
| ۱۳۷۸ | نسل سوخته                  | رسول ملاقلی پور        |
| ۱۳۷۷ | هیوا                       | رسول ملاقلی پور        |

### تلویزیون
| سال  | نام سریال       | کارگردان                   |
| ---- | --------------- | -------------------------- |
| ۱۴۰۳ | مرهم            | محمدرضا آهنج               |
| ۱۴۰۳ | تانک خورها      | پرویز شیخ‌طادی              |
| ۱۴۰۲ | رستگاری         | مسعود ده نمکی              |
| ۱۴۰۱ | آزادی مشروط     | مسعود ده نمکی              |
| ۱۴۰۰ | خود خواسته      | علیرضا بذرافشان            |
| ۱۴۰۰ | هم بازی         | سروش محمدزاده              |
| ۱۳۹۹ | دادستان         | مسعود ده‌نمکی               |
| ۱۳۹۹ | از سرنوشت ۳     | محمدرضا خردمندان           |
| ۱۳۹۹ | صفر بیست و یک   | جواد رضویان سیامک انصاری   |
| ۱۳۹۸ | از سرنوشت ۲     | علیرضا بذرافشان            |
| ۱۳۹۸ | از سرنوشت ۱     | محمدرضا خردمندان           |
| ۱۳۹۸ | سرگذشت          | جمال سیدحاتمی              |
| ۱۳۹۸ | به رنگ خاک      | سید محسن یوسفی حسن لفافیان |
| ۱۳۹۷ | آرماندو         | احسان عبدی پور             |
| ۱۳۹۷ | دلدادگان        | منوچهر هادی                |
| ۱۳۹۷ | رهایم نکن       | محمدمهدی عسگرپور           |
| ۱۳۹۶ | چادر گلدار      | محسن یوسفی                 |
| ۱۳۹۶ | علی‌البدل        | سیروس مقدم                 |
| ۱۳۹۵ | ماه و پلنگ      | احمد امینی                 |
| ۱۳۹۵ | چرخ فلک         | عزیزالله حمیدنژاد          |
| ۱۳۹۵ | کشیک قلب        | حسین مهکام                 |
| ۱۳۹۵ | بیمار استاندارد | سعید آقاخانی               |
| ۱۳۹۱ | چک برگشتی       | سیروس مقدم                 |

### برنامه‌های تلویزیونی
| سال  | عنوان    | توضیحات          |
| ---- | -------- | ---------------- |
| ۱۴۰۰ | چهل تیکه | پخش از شبکه نسیم |

### نمایش خانگی
| سال  | نام سریال          | کارگردان                        | نقش        |
| ---- | ------------------ | ------------------------------- | ---------- |
| ۱۴۰۳ | جزر و مد           | محمدحسین لطیفی                  | پرویز      |
| ۱۴۰۲ | تی‌ان‌تی             | حامد آهنگی                      | خودش       |
| ۱۴۰۱ | پوست شیر           | جمشید محمودی                    | بهروز      |
| ۱۴۰۱ | جوکر               | احسان علیخانی سید حامد میرفتاحی | خودش       |
| ۱۳۹۹ | شب‌های مافیا        | سعید ابوطالب                    | خودش       |
| ۱۳۹۸ | سال‌های دور از خانه | مجید صالحی                      | نادر بلندی |
| ۱۳۹۷ | ممنوعه             | امیر پورکیان                    | صادقی      |

### تئاتر
- عاشقانه‌ای برای عباس
- آ سیدکاظم
- جوجه تیغی

### تله فیلم و فیلم کوتاه
- مسئله مهین، مشکل ملیحه
- برف می‌بارید
- آن روی سکه
- آرینا
- قطعه ۸۵
- ۵۲ هرتز
- مثلاً فیصل
- چای جوشیده

## جوایز و افتخارات
| نام اثر | جایزه                                       | نتیجه    | سال  |
| ------- | ------------------------------------------- | -------- | ---- |
| آرماندو | بهترین بازیگر کمدی مرد از نوزدهمین جشن حافظ | نامزدشده | ۱۳۹۸ |